# Theretra castanella
Theretra castanella är en fjärilsart som beskrevs av Gehlen. 1942. Theretra castanella ingår i släktet Theretra och familjen svärmare. Inga underarter finns listade i Catalogue of Life.